# Plac Ignacego Daszyńskiego (Opole)

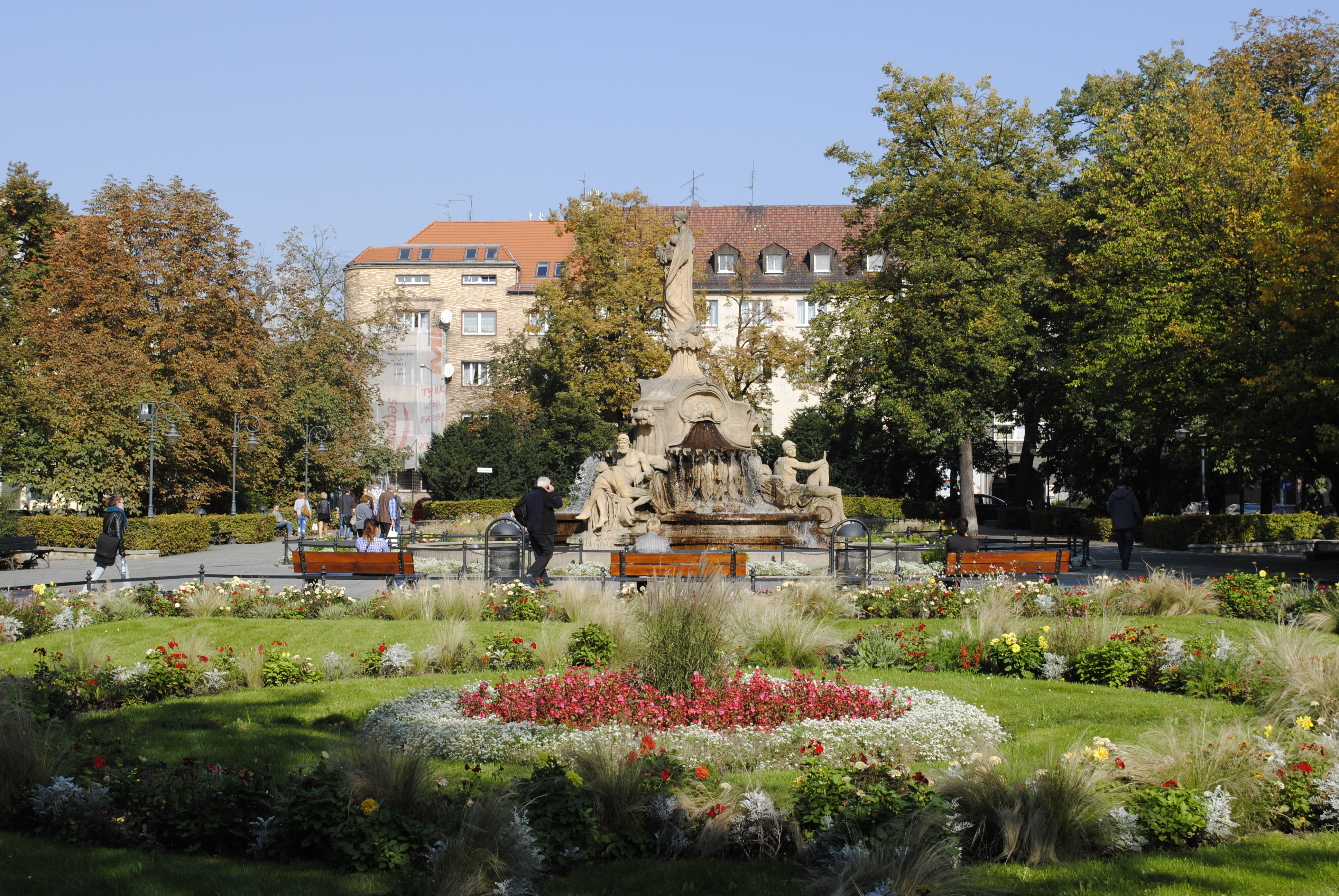
Der Ignacy-Daszyński-Platz mit Ceresbrunnen, 2014

Der Plac Ignacego Daszyńskiego (dt. Ignacy-Daszyński-Platz, bis 1945 Friedrichsplatz) ist ein Platz in der Stadt Opole (Oppeln) in Polen. Zentraler Bau auf dem Platz ist der Ceresbrunnen.

## Lage
Der Plac Daszyńskiego liegt südlich der Oppelner Altstadt und östlich der Krakauer Straße. Er liegt an den Straßen Ulica Tadeusza Kosciuszki (bis 1945 Moltkestraße), Ulica Hugo Kołłątaj (bis 1945 Bismarckstraße) und Ulica Konstanty Damrot (bis 1945 Hippelstraße).

## Geschichte

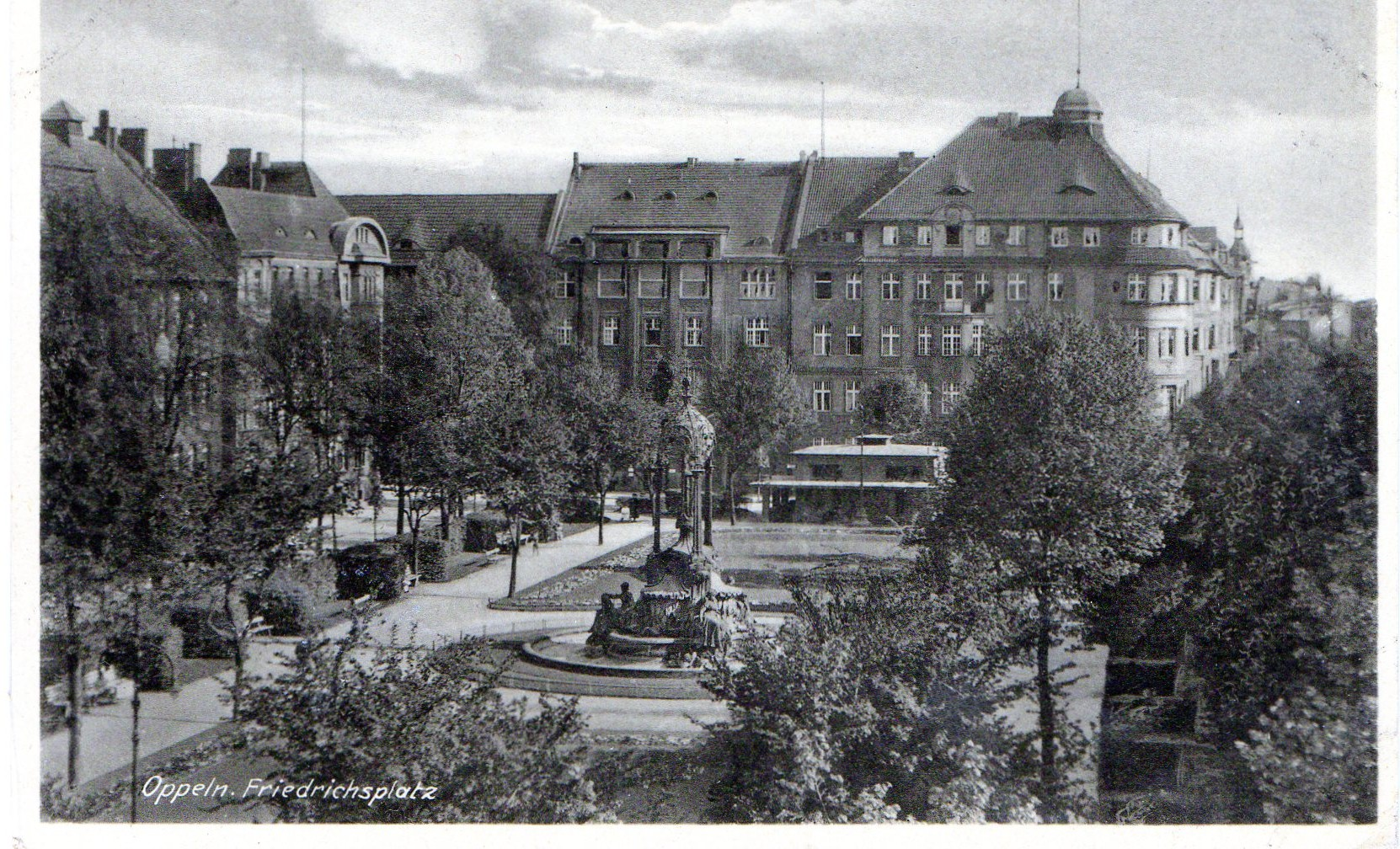
Ansicht des Platzes in Richtung Süden 1941

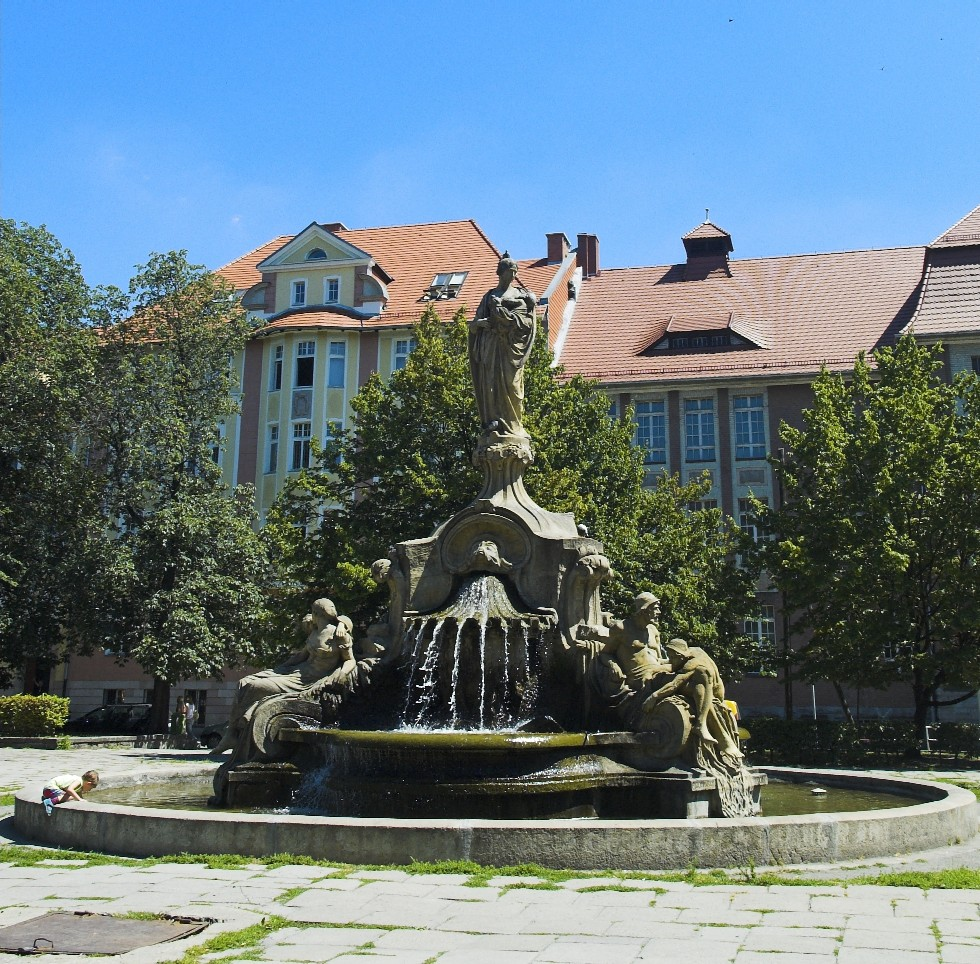
Der Platz vor seiner Rekonstruktion 2006

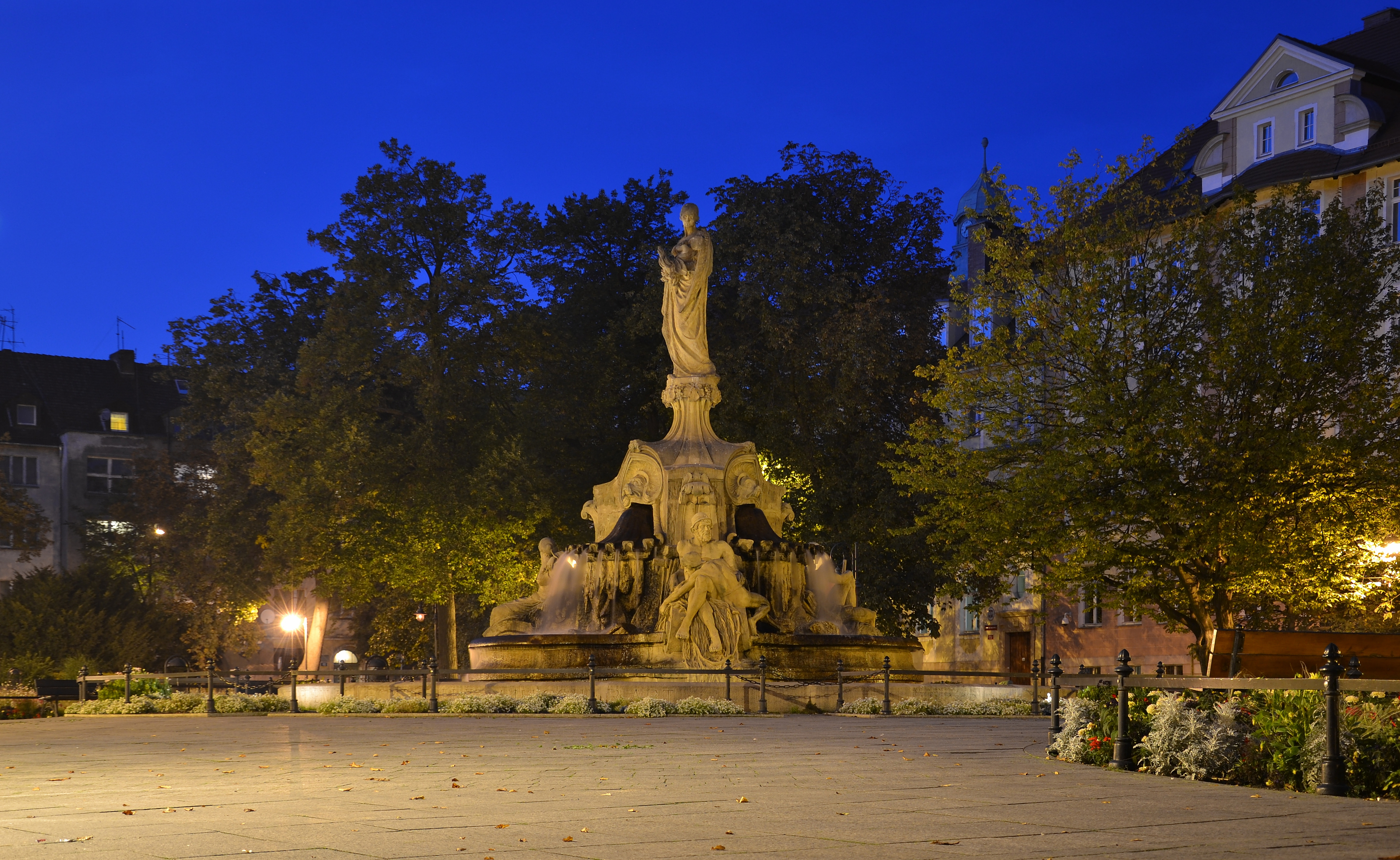
Der Platz bei Nacht

### Vorgeschichte
Das Gebiet des heutigen Platzes befand sich im Mittelalter außerhalb der Stadtmauern. Bis zum Ende des 19. Jahrhunderts befanden sich hier lediglich Wiesen, Gärten und Weiden. An dem Ort, an dem sich der Ceres-Brunnen befindet, stand einst ein Brunnen für die Bewässerungen der Gärten und Weiden. Nach der Schleifung der Stadtmauer und dem Anlegen der Eisenbahn 1842 südlich der Altstadt wuchs die Stadt schnell. Vor allem südlich der Altstadt an der Krakauer Straße (poln. Ulica Krakowska) bildeten sich neue Wohnviertel.

### Zeit bis 1945
Der rechteckige Platz wurde 1907 unter dem Namen Friedrichsplatz südöstlich der Oppelner Altstadt angelegt. Auf dem Platz befanden sich große Grünflächen, die großzügig mit Blumen, Sträuchern und Bäumen versehen waren. Zentral gelegen auf dem Platz steht der Ceresbrunnen, welcher ebenfalls 1907 entstand. Das Denkmal stellt die römische Göttin Ceres dar, welche für die Feldfrucht, den Schutz der Familie und die gesellschaftliche Ordnung zuständig war. Der Brunnen ist ein Werk des deutschen Bildhauers Edmund Gomansky.
In den folgenden Jahren entstanden um den Platz die noch heute teils stehenden Bauten, darunter das Gerichtsgebäude und eine Schule im Osten des Platzes.

### Zeit nach 1945
Nachdem Oppeln nach dem Zweiten Weltkrieg unter polnische Verwaltung gestellt worden war, wurde der Platz auch weiterhin als zentraler Erholungsort für die neu hinzugezogene polnische Bevölkerung genutzt. Der Platz erhielt jedoch einen neuen Namen, den Plac Ernesta Thaelmanna, benannt nach dem ehemaligen deutschen KPD-Vorsitzenden in der Weimarer Republik Ernst Thälmann. Mit der Zeit verwilderte der Platz allmählich. Erst 1971 wurde dieser vom Landschaftsarchitekten Henryk Dabrowski umgestaltet, wobei der Platz um einen halben Meter angehoben, eine neue Grünbepflanzung hinzugefügt und mit Betonplatten versehen wurde.
Es war geplant, den Platz zum Jahr 2007 zum 100-jährigen Jubiläum komplett zu sanieren und zu rekonstruieren. Doch durch fehlende Gelder musste dieser Umbau verschoben werden. Erst ein Jahr später konnte der Platz rekonstruiert werden, wobei neue Rasenflächen sowie neue Blumenbeete angelegt wurden. Heute stellt der Platz einen wichtigen Erholungsraum in der dicht bebauten Stadt für die Oppelner Bevölkerung dar.